# Szíjártó Lajos
Szíjártó Lajos (Szekszárd, 1896. január 11. – Budapest, 1966. szeptember 30.) Kossuth-díjas magyar építészmérnök, diplomata, kommunista politikus, építésügyi miniszter.

## Élete
Szíjártó Lajos 1896-ban született egy szekszárdi munkáscsalád gyermekeként. 1914-től a Ganz Vagongyár üzemi kalkulátora volt, 1915-ben a szakszervezet és a Magyarországi Szociáldemokrata Párt tagja lett. 1918. november 24-én a Kommunisták Magyarországi Pártjának egyik alapító tagja lett. A Tanácsköztársaság alatt parancsnokként szolgált a Vörös Hadseregben, részt vett Losonc elfoglalásában is, majd a Nógrád megyei határőrezred parancsnoka lett. Tagja volt az ötszázas tanácsnak és a VI. kerületi tanácsnak is. A Tanácsköztársaság bukását követően 12 évi fegyházra ítélték, de 1922 szeptemberében fogolycsere folytán a Szovjetunióba került. 
Elvégezte a hat hónapos pártiskolát, majd építészmérnöki oklevelet szerzett. Nagyipari építkezéseken dolgozott, majd az Elektromos Művek Minisztériumának építési igazgatója lett. A második világháborút követően 1948 májusában tért haza, az Építőipari Igazgatóság tanácsadója, majd a Gyárépítési Ipari Központ vezérigazgatója volt, részt vett az építésügyi minisztérium megszervezésében. 1949 májusától júniusáig az építés- és közmunkaügyi minisztérium osztályfőnöke, majd csoportfőnöke volt. 1950 májusában építésügyi államtitkár, 1951 januárjában Sándor László építésügyi miniszter első helyettese lett. 1951-ben Kossuth-díjjal tüntették ki. 
1951. október 6-án Sándor felmentése után a Dobi-kormány építésügyi miniszterévé nevezték ki. Tisztségét megtartotta a Rákosi-kormányban, az első Nagy Imre-kormányban, a Hegedüs-kormányban és a második Nagy Imre-kormányban is, a tárcát 1956. október 27-ig vezette. A forradalom leverése után diplomáciai pályára lépett, 1957 októberétől 1963 decemberéig Magyarország Szudánba, Etiópiába és Jemenbe is akkreditált kairói nagykövete volt. 1966-ban hunyt el Budapesten.

## Díjai, elismerései
- Magyar Népköztársasági Érdemrend, IV. fokozat (1950)[4]
- Magyar Népköztársasági érdemrend, III. fokozat (1950)[5]
- Munka vörös zászló érdemrendje (1954)[6]
- Munka vörös zászló érdemrendje (1956)[7]